# Giulia Tofana
Giulia Tofana (auch Toffana; laut Craig A. Monson eigentlich Giulia Mangiardi, * um 1581 in Corleone, Sizilien; † 17. Januar 1651 in Rom) war eine italienische Giftmischerin, die mit der Erfindung und Verbreitung der Giftmischung Aqua Tofana in Verbindung gebracht wird. Sie wird als mögliche Erfinderin des Giftes genannt, wie auch Teofania di Adamo († 1633), die nach älterer Überlieferung möglicherweise ihre Mutter war.
Acqua Tofana wurde 1632 oder 1633 zum ersten Mal namentlich erwähnt. Die klare, farb- und geschmacklose Giftmischung enthielt wahrscheinlich Arsen und wurde insbesondere von Ehefrauen zum Gattenmord verwendet. Acqua Tofana war Gegenstand eines Giftmordprozesses, der 1659 in Rom stattfand.

## Biografie
Laut älteren Quellen war Teofania di Adamo aus Palermo Giulia Tofanas Mutter. Teofania di Adamo war laut Salvatore Salomene-Marino (1881) die Erfinderin von Aqua Tofana. Sie wurde mit Giftmorden in Verbindung gebracht, die durch Aqua Tofana verursacht worden waren. Ihre Helferin Francesca la Sarda wurde 1632 in Palermo hingerichtet. 1633 wurde auch Teofania di Adamo hingerichtet.
Craig A. Monson kam in einer neueren Publikation (2020) nach gründlichen Quellenstudien zu dem Ergebnis, dass die Frau, die später als Giulia Tofana bekannt wurde, keine Tochter von Teofania di Adamo war und nicht aus Palermo stammte, sondern als Giulia Mangiardi in Corleone geboren wurde. Monson behandelt sie unter dem Namen Giulia Mangiardi und berichtet ihre weitere Biografie wie folgt. Giulia Mangiardi heiratete um 1617 Niccolò Spano, dessen erste Ehefrau kurz zuvor verstorben war und der eine etwa zwei Jahre alte Tochter namens Gironima Spana in die Ehe mitbrachte. Niccolò Spano starb um 1623. Daraufhin heiratete Giulia Mangiardi im Jahr 1624 in zweiter Ehe Cesare Ranchetti. Im selben Jahr floh das Paar mit der Stieftochter Gironima Spana aus Sizilien nach Rom. 1629 wurde Gironima Spana verheiratet. Giulia Mangiardi starb 1651 in Rom, der Witwer Cesare Ranchetti starb drei Jahre später.
In Rom soll Giulia Tofana Giftmischungen hergestellt und Frauen geholfen haben, ihre Männer mit Aqua Tofana zu vergiften. Einige Quellen berichten, Giulia Tofana habe unter Folter zugegeben, zwischen 1633 und 1651 für die Vergiftung von über 600 Männern verantwortlich gewesen zu sein. Andere Quellen sagen aus, es habe nie Ermittlungen in Rom gegen Giulia Tofana gegeben und sie sei 1651 friedlich in ihrem Bett gestorben.
Giulia Tofana hatte mehrere Helferinnen, die nach ihrem Tod weiterhin Acqua Tofana herstellten und vertrieben. Ihre Stieftochter Gironima Spana, auch Girolama Spara genannt, führte die Geschäfte als Hauptverantwortliche weiter. Im Jahr 1659 wurden Gironima Spana und vier Helferinnen zum Tode verurteilt und öffentlich durch Erhängen hingerichtet.